# Kerim Avcı
Kerim Avcı (* 16. Dezember 1989 in Dortmund) ist ein deutsch-türkischer Fußballspieler.

## Karriere
Avcı kam als Sohn türkischstämmiger Eltern in Dortmund auf die Welt. Hier durchlief er die Jugendabteilungen des TSC Eintracht Dortmund und SG Wattenscheid 09, ehe er im Sommer 2008 zu Rot-Weiss Essen wechselte. Hier spielte er zwei Jahre für die Reservemannschaft, ehe er ab 2010 in den Profikader aufgenommen wurde. Im Frühjahr wechselte er dann zum Erstligisten Kayseri Erciyesspor.
Für die Rückrunde der Saison 2014/15 wurde er an den Zweitligisten Altınordu Izmir ausgeliehen. Zum Saisonende kehrte er zu Erciyesspor zurück. Bei diesem Verein, der in der Zwischenzeit in die TFF 1. Lig abgestiegen war, startete er zwar in die Saison 2015/16 und absolvierte zwei Ligaspiele, jedoch wechselte er noch innerhalb der Sommertransferperiode zum Ligarivalen Balıkesirspor. Nach einer halben Saison wechselte er erneut den Arbeitgeber und wurde vom Zweitligisten Sivasspor verpflichtet.
Im Sommer 2017 kehrte er zu Altınordu Izmir zurück und zog nach einer Saison zum Ligarivalen Gazişehir Gaziantep FK weiter.

## Erfolge
Sivasspor
- Meister der TFF 1. Lig und Aufstieg in die Süper Lig: 2016/17

Mit Gazişehir Gaziantep FK
- Play-off-Sieger der TFF 1. Lig und Aufstieg in die Süper Lig: 2018/19